# Poligonal topográfica
A poligonal (topográfica) é uma figura geométrica de apoio à coordenação e levantamento topográfico, que tem como objetivo o transporte de coordenadas de pontos conhecidos com grande rigor (pontos de apoio), determinando assim as coordenadas dos pontos que a compõem. Este transporte de coordenadas serve também para ligar estes pontos às redes de coordenadas altimétricas e planimétricas de um país.

## Classificação

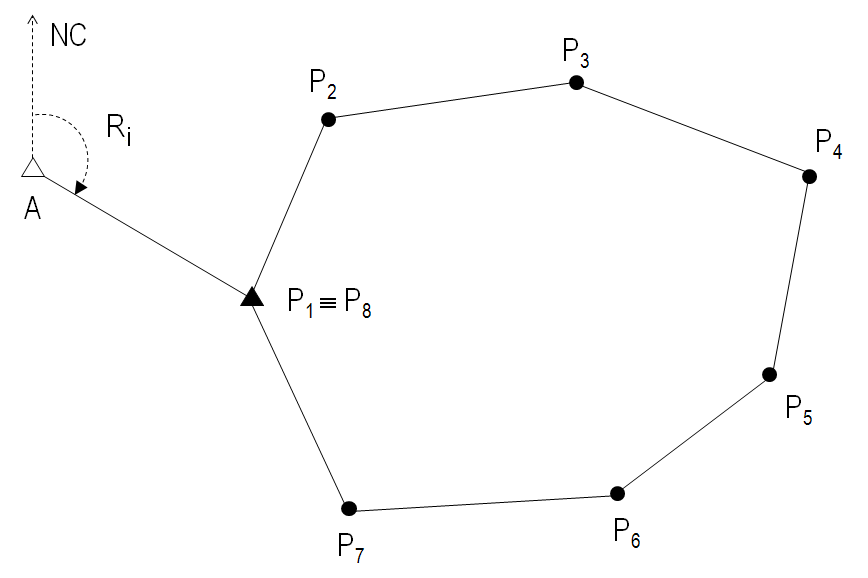
Esquema planimétrico de uma poligonal fechada com orientação externa.

As poligonais podem classificar-se em três tipos:
- Fechadas - quando têm inicio e terminam no mesmo ponto de coordenadas conhecidas;
- Amarradas - quando têm início num ponto de coordenadas conhecidas e terminam num outro ponto também de coordenadas conhecidas;
- Abertas - quando têm início num ponto de coordenadas conhecidas e terminam num ponto de coordenadas desconhecidas.Em topografia as poligonais fechadas e amarradas são as de maior interesse, pois são elas que permitem controlar o erro cometido nas medições e assim compensar o erro da poligonal. Podemos então dizer que uma poligonal para ter interesse do ponto de vista topográfico deverá ser possível compensá-la, o que só se consegue se for possível determinar uma orientação inicial (rumo inicial) e uma orientação final (rumo final).[1]

## Determinação de rumos

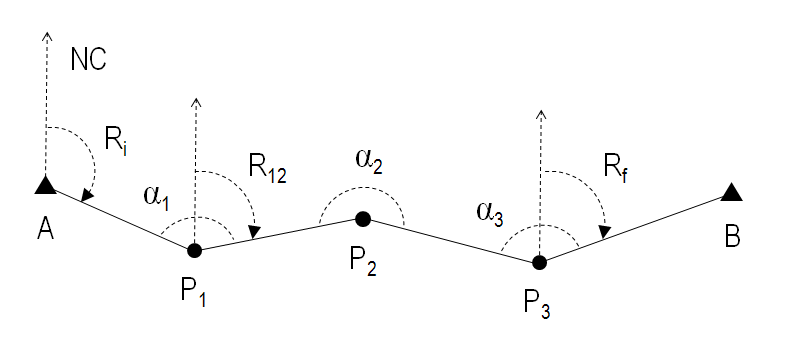
Esquema planimétrico de uma poligonal amarrada e repetivos rumos.

Supondo que os pontos {\displaystyle \scriptstyle {A}} e {\displaystyle \scriptstyle {1}} são pontos de coordenadas conhecidas do início de uma poligonal, é possível calcular o rumo inicial, {\displaystyle \scriptstyle {R_{i}}}, através da seguinte equação:
{\displaystyle R_{i}=R_{Ab}=\arctan {{M_{1}-M_{A}} \over {P_{1}-P_{A}}}}
Supondo que {\displaystyle \scriptstyle {\alpha _{1}}} é o ângulo resultante da diferença de leituras do ângulo horizontal entre os pontos {\displaystyle \scriptstyle {A}} e {\displaystyle \scriptstyle {2}}, o rumo entre os pontos {\displaystyle \scriptstyle {1}} e {\displaystyle \scriptstyle {2}} pode ser determinado através da seguinte equação:
{\displaystyle R_{12}=R_{i}+{\alpha _{1}}\pm 200^{g}}
Os restantes rumos até ao rumo final podem sempre ser calculados a partir do rumo anterior, como indicado acima.
O rumo final, {\displaystyle \scriptstyle {R_{f}}}, pode ser calculado seguindo a mesma expressão do rumo inicial, neste caso, supondo que os pontos {\displaystyle \scriptstyle {3}} e {\displaystyle \scriptstyle {B}} são os dois pontos finais da poligonal e {\displaystyle \scriptstyle {B}} tem coordenadas conhecidas, a equação será:

## Cálculo e compensação

### Erros de fecho
O transporte de rumos e coordenadas acumula diversos erros de observação, entre cada estação. A diferença entre esses valores transportados e os valores de chegada no ponto de apoio resulta no erro de fecho, que pode ser relativo às distâncias (linear e altimétrico) e aos ângulos (angular).

### Tolerâncias para os erros de fecho
| Tipo de poligonal | Tolerância p/ erro de fecho angular (min gon) | Tolerância p/ erro de fecho linear (m)                 | Tolerância p/ erro de fecho altimétrico (m)        |
| ----------------- | --------------------------------------------- | ------------------------------------------------------ | -------------------------------------------------- |
| Baixa precisão    | {\displaystyle \scriptstyle 4{\sqrt {n}}}     | {\displaystyle \scriptstyle 0,06{\sqrt {L(km)}}}       | -                                                  |
| Média precisão    | {\displaystyle \scriptstyle 2{\sqrt {n}}}     | {\displaystyle \scriptstyle 0,01{\sqrt {L(km)}}+0,1}   | -                                                  |
| Alta precisão     | {\displaystyle \scriptstyle {\sqrt {n}}}      | {\displaystyle \scriptstyle 0,005{\sqrt {L(km)}}+0,05} | {\displaystyle \scriptstyle 0,03{\sqrt {n-1}}+0,1} |

Sendo {\displaystyle \scriptstyle {n}} o número de pontos estação da poligonal e {\displaystyle \scriptstyle {L}} o comprimento total da poligonal (em quilómetros).

### Compensação pelo método clássico
A compensação de uma poligonal pelo método clássico faz-se através da distribuição dos erros de fecho pelas observações, utilizando o princípio da proporcionalidade, adequado ao tipo de erros cometidos.
É um processo sequencial que envolve, em primeiro lugar, o cálculo e distribuição do erro de fecho angular, de seguida o cálculo e distribuição dos restantes erros de fecho e, por fim, o cálculo das coordenadas da poligonal. Esta sequência deve-se ao facto do erro de fecho angular depender exclusivamente dos ângulos, enquanto os restantes erros dependem dos ângulos e das distâncias observados.

### Compensação pelo método dos mínimos quadrados
O método dos mínimos quadrados é o método mais rigoroso de compensação de uma poligonal atribuindo diferentes pesos às observações de distância e ângulos.